# Sjusjøen
Sjusjøen är ett område i Ringsakers kommun i Innlandet fylke i Norge. Sjusjøen är beläget 850 meter över havet och ligger 20 kilometer nordost om Lillehammer. 
Sjusjøen är en vintersportort med inriktning mot längdskidåkning. Världscupen i längdskidåkning 2011/2012 inleddes här, efter snöbrist i Beitostølen.
Namnet Sjusjøen kommer av en sjö som ligger centralt i området. Det är även Norges största stugområde.

### Fotnoter
1. ↑  ”Längd”. Arkiverad från originalet den 26 november 2016. https://web.archive.org/web/20161126135917/http://www.langd.se/vaumlrldscupen-flyttas-till-sjusjoumlen.4982845.html. Läst 20 november 2011.
2. ↑  https://finansavisen.no/lordag/reportasje/2020/10/30/7581978/vannkonflikten-pa-sjusjoen-kan-ga-mange-ar-for-det-bygges-hytter-igjen